# Ntfsresize
ntfsresize – wolne narzędzie systemu Unix, zmieniające rozmiar partycji systemu plików NTFS bez utraty danych. NTFS używany jest przez rodzinę systemów Windows NT do obsługi partycji dysku. Wspierane są wszystkie wersje systemu plików NTFS używane przez 32-bitowy i 64-bitowy system Windows. Przed zmianą rozmiaru od wersji 1.11.2. nie jest wymagana defragmentacja. ntfsresize jest zawarty w pakiecie ntfsprogs i jest rozwijany w ramach projektu „Linux-NTFS”. Dla tych, którzy nie mają zainstalowanego systemu Unix istnieje możliwość uruchamiania ntfsresize za pomocą jednego z wielu Linux Live CD.

## Funkcje ntfsresize
- Pełna zgodność ze wszystkimi znanymi partycjami NTFS, od wersji z systemem Windows NT 3.1 do wersji z Windows 8
- Sprawdzanie błędów struktur wewnętrznych
- Działa w różnych trudnych sytuacjach:
  - Brak defragmentacji niezbędnej przed użyciem
  - Wspiera zarówno zmniejszanie jak i powiększanie systemu plików NTFS
  - Obsługuje zmiany rozmiaru woluminów zawierających uszkodzone i oznaczone sektory
- Odmówi uruchomienia:
  - W przypadku gdy wolumin jest oflagowany i oznaczony do sprawdzenia programem CHKDSK przy następnym rozruchu systemu Windows (uruchomienie z przełącznikiem --force wymusza uruchomienie procesu pomimo tego stanu).
  - Kiedy Windows jest zahibernowany na tej partycji